# 特倫特·塞恩斯伯里
特倫特·塞恩斯伯里（英語：Trent Sainsbury；1992年1月5日—）是一位澳大利亞足球運動員。在場上的位置是中後衛。現效力於比利時甲組聯賽A球隊哥積克。他於2014年－2016年效力於荷蘭足球甲級聯賽球隊PEC施禾利。2016年加入江苏苏宁。2018年被租借至草蜢。特倫特出生在伯斯。他也代表澳大利亞國家足球隊參加比賽，已代表澳大利亞國家的出場10次。

## 外部連結
- Soccerway資料庫：特倫特·塞恩斯伯里
- Trent Sainsbury （页面存档备份，存于） at Aussie Footballers
- 特倫特·塞恩斯伯里在 National-Football-Teams.com 上的出场纪录
- 特倫特·塞恩斯伯里 – FIFA國際賽競賽紀錄 (存檔)